# Pikk Hermann
Pikk Hermann eller Lange Hermann er et tårn på Toompea Slottet på Toompea-højen i Estlands hovedstad Tallinn. Det oprindelige tårn blev opført i 1360 til 1370. Tårnet forfaldt, men blev genopbygget i det 16. århundrede til den nuværende højde på 45,6 meter. En trappe med 215 trin fører til toppen af tårnet.
Pikk Hermann ligger ved siden af den estiske parlamentsbygning, og flaget, der vajer fra toppen af tårnet 95 meter over havets overflade, er det estiske rigsflag.